# أرتور رييس
أرتور رييس (بالإسبانية: Arturo Reyes Montero)‏ هو مدرب كرة قدم كولومبي، (ولد في سانتا مارتا في كولومبيا 1969  م).

## وصلات خارجية
- أرتور رييس على موقع قاعدة بيانات كرة القدم.إي يو (الإنجليزية)
- أرتور رييس على موقع Soccerway.com (الإنجليزية)